# CR Vasco da Gama
Clube de Regatas Vasco da Gama este o echipă de fotbal din Brazilia.

## Lot jucători
Din 4 iulie 2025
| Nr. |            | Poziție | Jucător                   |
| --- | ---------- | ------- | ------------------------- |
| 1   | Brazilia   | P       | Léo Jardim (vice-căpitan) |
| 2   | Uruguay    | F       | Puma Rodríguez            |
| 3   | Brazilia   | M       | Tchê Tchê                 |
| 4   | Uruguay    | F       | Mauricio Lemos            |
| 6   | Brazilia   | F       | Lucas Piton               |
| 7   | Brazilia   | A       | David                     |
| 8   | Brazilia   | M       | Jair                      |
| 10  | Brazilia   | M       | Philippe Coutinho         |
| 12  | Brazilia   | F       | Victor Luis               |
| 13  | Brazilia   | P       | Daniel Fuzato             |
| 15  | Argentina  | M       | Benjamín Garré            |
| 17  | Portugalia | M       | Nuno Moreira              |
| 18  | Brazilia   | M       | Paulinho                  |
| 20  | Argentina  | M       | Juan Sforza               |
| 21  | Chile      | M       | Jean Meneses              |

| Nr. |           | Poziție | Jucător                 |
| --- | --------- | ------- | ----------------------- |
| 25  | Brazilia  | M       | Hugo Moura              |
| 28  | Brazilia  | M       | Adson                   |
| 29  | Brazilia  | F       | Lucas Oliveira          |
| 37  | Brazilia  | P       | Pablo                   |
| 38  | Brazilia  | F       | João Victor             |
| 43  | Brazilia  | F       | Lucas Freitas           |
| 44  | Brazilia  | F       | Luiz Gustavo            |
| 45  | Angola    | A       | Loide Augusto           |
| 77  | Brazilia  | A       | Rayan                   |
| 85  | Brazilia  | M       | Mateus Carvalho         |
| 90  | Brazilia  | A       | Alex Teixeira           |
| 96  | Brazilia  | F       | Paulo Henrique          |
| 99  | Argentina | A       | Pablo Vegetti (căpitan) |

## Palmares

### Internațional
Copa Libertadores
- Câștigători (1): 1998

Campionatul cluburilor Sud Americane
- Câștigătorii (1): 1948

Campionatul Mondial al Cluburilor FIFA
- Finaliști (1): 2000

Cupa Intercontinentală 
- Finaliști (1): 1998

Copa Mercosur
- Câștigători (1): 2000

### Național
Campeonato Brasileiro Série A
- Câștigători (4): 1974, 1989, 1997, 2000
- Locul doi (2): 1979, 1984

Campeonato Brasileiro Série B
- Câștigători (1): 2009

Taça Brasil
- Locul doi (1): 1965

Copa do Brasil
- Câștigători (1): 2011
- Locul doi (1): 2006

Supercopa do Brasil
- Locul doi (1): 1990

Torneio Rio-São Paulo
- Câștigători (3): 1958, 1966, 1999
- Locul doi (7): 1950, 1952, 1953, 1957, 1959, 1965, 2000

## Internaționali importanți
Brilhante
Fausto
Italia
Russinho
Leônidas da Silva
Timoco
Nizinho
Barbosa
Augusto
Davido
Ademir
Chico
Alfredo
Ely
Maneca
Pinga
Paulinho
Hiberaldo Bellini
Orlando
Vava
Brito
Dirceu
Abel
Roberto Dinamite